# Hans-Friedrich Blunck
Hans-Friedrich Blunck (født 3. september 1888 i Hamburg, død 24. april 1961 sammensteds) var en tysk nazist, jurist og forfatter. 
Under det tredje rige havde han forskellige positioner i kulturelle institutioner.